# Alexis Michiels
Alexis Michiels (13 de dezembro de 1883 — 2 de novembro de 1976) foi um ciclista francês de ciclismo de estrada. Representou França nos Jogos Olímpicos de Verão de 1912, realizados na cidade de Estocolmo. É natural da Bélgica.